# Ларьян-э-Мюнан
Ларья́н-э-Мюна́н (фр. Larians-et-Munans) — коммуна во Франции, находится в регионе Франш-Конте. Департамент — Верхняя Сона. Входит в состав кантона Монбозон. Округ коммуны — Везуль.
Код INSEE коммуны — 70296.

## География
Коммуна расположена приблизительно в 330 км к юго-востоку от Парижа, в 26 км северо-восточнее Безансона, в 24 км к югу от Везуля.
По территории коммуны протекает река Оньон.

## Население
Население коммуны на 2010 год составляло 230 человек.
| 1962 | 1968 | 1975 | 1982 | 1990 | 1999 | 2010 |
| ---- | ---- | ---- | ---- | ---- | ---- | ---- |
| 217  | 195  | 195  | 255  | 206  | 194  | 230  |

## Экономика
В 2010 году среди 167 человек трудоспособного возраста (15—64 лет) 117 были экономически активными, 50 — неактивными (показатель активности — 70,1 %, в 1999 году было 67,2 %). Из 117 активных жителей работали 107 человек (64 мужчины и 43 женщины), безработных было 10 (4 мужчины и 6 женщин). Среди 50 неактивных 13 человек были учениками или студентами, 17 — пенсионерами, 20 были неактивными по другим причинам.